# 秦假仙
秦假仙，外號衰尾道人、本名秦玉安，在台灣霹靂布袋戲中佔大量幽默情節的人物。在劇中與素還真、葉小釵、一頁書等要角有密切關係。
早在1970年黃俊雄的影視作品雲州大儒俠中便出現。其後在「霹靂布袋戲」中繼續登場。

## 人物介紹

### 人物個性
秦假仙曾登上名人榜上天下第一辯、是霹靂戲中的活寶。他急公好義、腦筋靈活、辯才無礙，鬼點子永遠用不完，一手包辦武林中大小瑣事，是正道最重要的情報販子。個性自私小氣、欺善怕惡，出門總帶著一群跟班小弟，但卻有著超乎常人的好運，加上過人的機智以及不擇手段的行事風格，每每於關鍵時刻小兵立大功，對武林和平的貢獻，有著不可磨滅、取代的地位，乃人不可貌相的最佳典範。

### 個人資料
- 登場：雲州大儒俠史豔文第六集（光碟片）·霹靂城第二集（電視版）
- 親人：秦谷鱉（兄）、富氏（妻）、唐七七（妻）、花非花（妻）、華羽火雞（妾）、烏骨雞（妾）、驍牡丹（妾）、紅目枝（妾）、文不通（義父）
- 朋友：素還真、一線生、葉小釵、命七天、一頁書、素續緣、黑白郎君、心弦、照世明燈、銀羽飛燕、玄真君、百里抱信、慕容嬋、亂世狂刀、白月、劍君十二恨、青陽子、小還真、小無慾、姬無花、橫千秋、行天師、裴千己、鐵十三、長孫祐達、衛清風、神孔鏘、玉傾歡、老河童、呱呱
- 組織門派：百棺機密門、八德聯會、紫耀天朝、真龍妙道
- 師父：茅山道士、道尊
- 屬下：閻羅王使、轉輪差
- 徒弟：雲青居士、錢還石、孝文
- 跟班：孔飆達、蔭屍人、業途靈、半緣君、步詩海、秋羽迎霜、嘎庫嘍契、哥庫嘍契、螭蟾王、帝鵬、拜江山、冰無漪、麻樂道、麻我道、摩弗羅、金蛾人、印超機、小蟑螂
- 鬼王棺

### 人物化名
秦假仙在一千多集的劇集中因不同情况化名不同角色。例如無鼻道人、鑲黑道、閉眼風雲起、神仙難迴避、脫胎仙子五鳳旗、混沌大角虎頭蜂、搬運公司兼草蓆公司董事長、大棺王武則夫、錢居士秦玉安、中原一點紅、熱劍秦、布袋秦、特級戰將秦殺、秦溫柔、萬殺秦、火龍神探秦厲害、風雲劍祖秦不留、十面通吃秦不留、秦大間保險公司專員、鐵口金掛龜路行、龜俠龜路縮、書劍才子綜合人、風流斷劍小小刀、一氣呵成秦半式、飛幻公子秦飛幻、唐卯、靈香若蓮玉安秦、血筆刺青秦會瘋、秦熱心、奸仙、陰沉秦、秦陽真君、玉安心·秦風雲、風流齋主、藍侠一枝花、超级先行人、龜簑龍

### 人物身分
大棺王，名人榜上天下第一辯、造世七俠之一、巧慧之星、三口組老大、執法無私鐵三角之「蓋世無雙快槍王」、新三途判之「鬼王秦」、紫耀天朝「巡按御史」、人鳥奇俠「秦貘」、中原四衰、道門五仙之一。

### 人物化身
許願仙、藍俠．一枝花、超級先行人、风流斋主。

## 武功
- 氣功：聚元守氣、醉佛朝天（靈心異佛附身時）、鬼氣貫腦、殘燈神功、菩薩印、一氣呵成、半壁山河、萬教綜合雷公卡、炫子神功、一氣化九百、天地根、電流灰化、翩翩玉安氣瀟灑、一夜採花、留情不留人、抵死不從、江水憶秋年、逍遙山水憶秋年、摘蘭手、搖擺大火球、殛滅九天、鳳凰展翅
- 拳法：八卦亂拳、東南西北四方綜合拳
- 掌法：混元捲螺掌
- 指法：達摩一指插、綿指十八扣、仙手拈花
- 劍法：熱劍九九、明聖逍遙秋水綜合劍法
- 刀法：非真刀法、滅世無敵刀
- 腿法：仙腿蹂情
- 輕功：八卦迷蹤步
- 暗器：雙錢鏢
- 術法：避魂咒
- 其他：三陰烈火鋼刀鎖、蔭屍大法、一人多化、移花術

## 詩號
- 01. 代表詩：眾生芸芸難貌相，海水滔滔難斗量，平凡不是平凡客，世情百態掌握中。
- 02. 飛幻公子秦飛幻：與生俱來喝兇酒，唯吾與天結冤仇，雙腳凹彎在跑路，一肩擔盡債與愁。
- 03. 仿半尺劍詩：武林霸道，江湖險詐，玩弄豪傑。
- 04. 作死作惡，騎洛克馬，閻羅王捉去，伊歪摳洛嗦。
- 05. 迎素還真歸國：清心自在步紅塵，香純芬芳品自高，白雪梅花相輝映，蓮座潔淨不染心；素樸平凡顯人性，還我本覺見明鏡，真空為是迎正道。
- 06. 唐卯秦假仙：春酒熟時與客醉，夜燈紅處讀我書，利鎖名韁全拋去，一片冰心在玉壺。
- 07. 進不夜天詩：花謝花開花滿天，江火漁火對愁眠，兩岸猿聲啼不住，只羨鴛鴦不羨仙。
- 08. 風雲劍祖秦不留：聽聲人散功，見影人死亡。
- 09. 十面通吃秦不留：不留錢不留命，不留屍骨不留情。
- 10. 見黑白郎君復出欣喜而吟之詩：熟知不向邊庭苦，縱死猶聞俠骨香。
- 11. 龜俠龜路縮：山中有直樹，世上無直人。
- 12. 虎頭蜂秦假仙：渾沌為開稱先覺，萬里獨行虎頭蜂。
- 13. 仿寒夜殘燈詩：開口轟地球，眨眼炸世界。
- 14. 扮素還真釣心弦之詩：銀燭秋光冷畫屏，輕羅小扇撲流螢，天階夜色涼如水，坐看牽牛織女星。
- 15. 一等套房我住過，二等士兵我當過，三角戀愛我試過，四輪馬車我坐過，五香瓜子我吃過，六月新娘我娶過，七七事變我逃過，八七水災我淹過，九九重陽我免過。
- 16. 才秀進京古學開，開學古京右路來，來路右京北去我，我去北京進秀才。
- 17. 才子讀書來，來看百花開，開門不見我，我中狀元才。
- 18. 語阿淨水：人生是什麼，這題攏想無，天生臭皮囊，不吃就要餓。有的吃大餐，有的啃饅頭，有的新西裝，有的舊衣破。天生分男女，自然要那個，有的妻和妾，有的單一個。有的享全福，有的闖大禍，有的名和利，有的進監牢。請問大智者，人生究竟是為何啊？究竟是為何？
- 19. 阿淨水婚禮致詞：千禧佳偶，世紀合婚，水水相隨，生生不息，滴滴成渠，滿滿羽淵。
- 20. 讚奪命鴛鴦：所謂美人者，以花為貌，以鳥為聲，以有為神，以柳為態，以玉為骨，以冰雪為膚，以秋水為姿，以詩詞為心。
- 21. 九男共一女童謠：這樁無天理，講來就切齒；九公共一女，皇帝是狐狸。有穿衫、無穿褲，人有禮、伊無體， 蝦看倒彈，蟳看普淆，雞看打奔雞，狗看吹狗螺，豬哥看到會揚牙，馬仔看到會落蹄，我看到勵呃呃，她自己未歹勢，這齒原來是皇帝，吱吱咯咯真笑詼，笑破大家腹肚皮。

## 武器
熱劍，三陰烈火鋼刀鎖

## 持有物品
擎天神劍、熱劍、刀鎖、異佛心經、一頁書的免死金牌、如意尺、挪體超空儀、聖蠶寶甲、骷髏棒、神仙手、寒火珠、冥界天嶽免死金牌……等

## 資料來源
- 秦假仙 - 台灣大百科全書
- 台灣布袋戲與傳統文化創意產業研討會論文集 （页面存档备份，存于）
- 卓越, 第 7-9 期 （页面存档备份，存于）